# Luc Ferrari

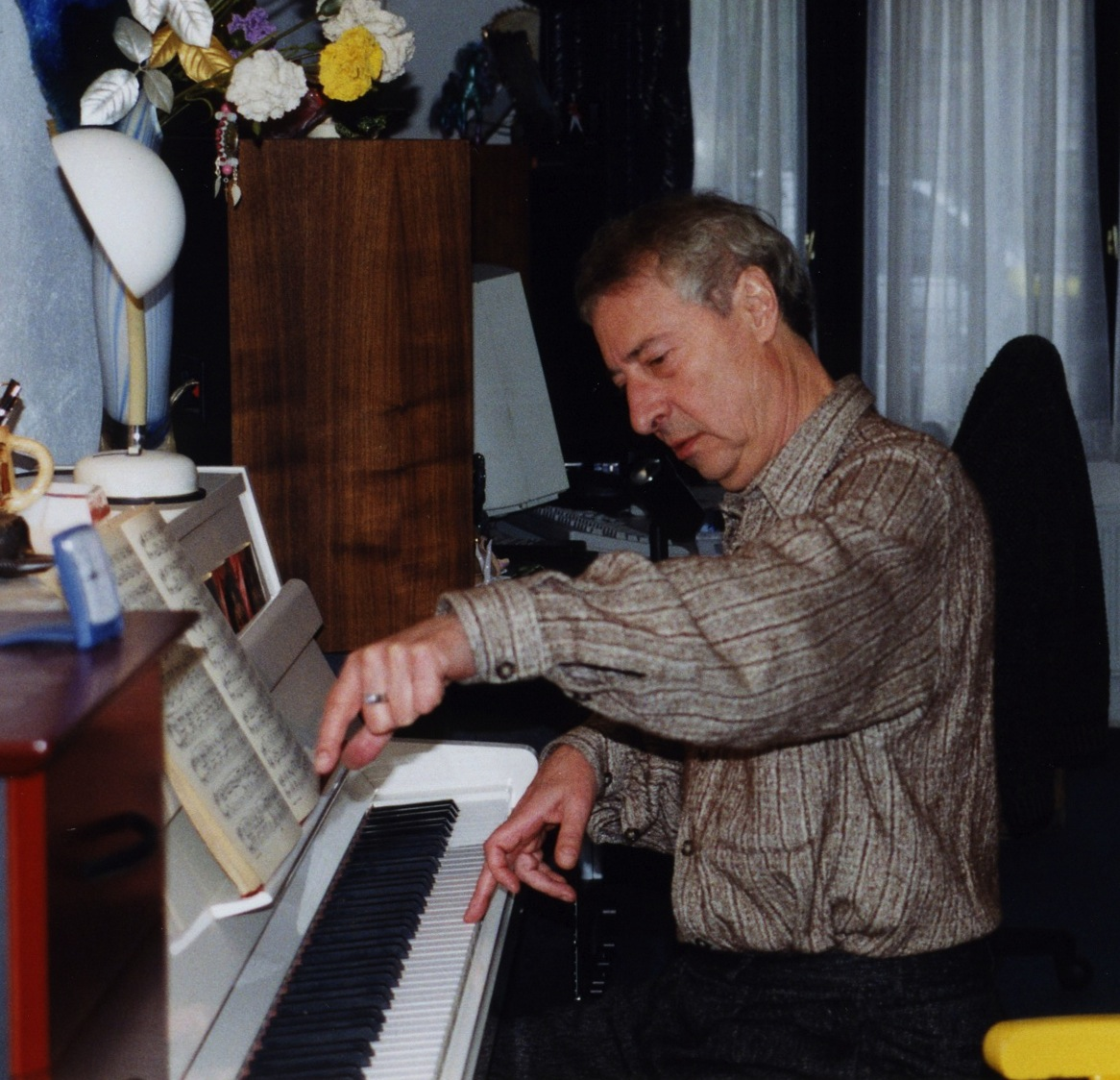
Luc Ferrari in 1990

Luc Ferrari (Parijs, 5 februari 1929 – Arezzo, 22 augustus 2005) was een Frans componist die vooral bekendheid geniet door zijn tapecomposities. Na een ontmoeting met Edgard Varèse in 1954 raakte hij in de ban van de mogelijkheden van de tape-recorder en enkele jaren later maakte hij deel uit van de Groupe des Recherches Musicales (GRM) rond Pierre Schaeffer. In de jaren 1960 begon hij vaak omgevings- en natuurgeluiden te gebruiken in zijn werken (bijvoorbeeld "Hétérozygote", "Le Lever du jour au bord de la mer"). Hij bleef ook stukken voor traditionele akoestische instrumenten componeren en maakte een aantal documentaires over hedendaagse componisten (zoals Karlheinz Stockhausen en Olivier Messiaen).